# 榎瀬江湖川
榎瀬江湖川（えのきせえこがわ）は、徳島県徳島市を流れる吉野川水系の河川である。

## 地理
徳島市川内町を流れる吉野川と今切川を結ぶ小河川。吉野川下流三角州内の自由蛇行の形態を留めている。両川を結ぶ内陸水路としてはかつては重要な役割を果たした。
1892年（明治25年）から1960年（昭和35年）の阿波巡航船では、鳴門文明橋―撫養川―栗津港―徳長橋―広島―鍋川―今切川―川内江湖川―吉野川本流―新町川―新町橋のコースの一部を担っていた。
水質はCODが3〜4ppm、透視度も50cm以上と良好な水質である（2006年度の結果）。
橋梁は榎瀬川樋門、鈴江大橋、沖島大橋、黄金橋、榎瀬橋などがある。

## 流域の施設
- 徳島自動車道
- 徳島市立川内北小学校
- 四国大学
- 阿波十郎兵衛屋敷